# Akçalıuşağı
Akçalıuşağı ist ein Ortsteil (Mahalle) im Landkreis Kozan der türkischen Provinz Adana mit 562 Einwohnern (Stand: Ende 2024). Im Jahr 2011 hatte Akçalıuşağı 592 Einwohner.